# Stefan Hansen (Komponist)
Stefan Hansen (* 13. Mai 1965 in Husum) ist ein deutscher Komponist.

## Biografie
Stefan Hansen erlernte im Alter von sieben Jahren das Piano. Mit zwölf erlernte er das Gitarrenspiel. Nachdem er in mehreren Bands gespielt hatte, studierte er Musik an der BU Flensburg. Anschließend arbeitete er ab 1991 als Arrangeur, Musiker und Komponist für Detlef Petersen. Ab 1995 war er auch für mehrere Musiker tätig, bevor er sich 1998 als Komponist für Radio, Film und Fernsehen selbständig machte. Sein erster Score für einen Langspielfilm war im Jahr 2000 für die von Lars Büchel inszenierte Krimi-Komödie Jetzt oder nie – Zeit ist Geld. Seitdem schrieb er die Musik zu mehreren Filmen, in denen Til Schweiger mitspielte, darunter One Way, Keinohrhasen und 1½ Ritter – Auf der Suche nach der hinreißenden Herzelinde.

## Auszeichnung
Gemeinsam mit Max Berghaus und Dirk Reichardt wurde Hansen 2004 mit einem Deutschen Filmpreis für die Beste Filmmusik ausgezeichnet.

## Filmografie (Auswahl)
- 2000: Jetzt oder nie – Zeit ist Geld
- 2004: Erbsen auf halb 6
- 2005: Barfuss
- 2006: Die Wolke
- 2006: Endloser Horizont
- 2006: One Way
- 2006: Paulas Geheimnis
- 2007: Keinohrhasen
- 2008: 1½ Ritter – Auf der Suche nach der hinreißenden Herzelinde
- 2008: Der Rote Baron
- 2009: Die Bremer Stadtmusikanten
- 2009–2019: Tatort (Fernsehreihe)
  - 2009:  Schiffe versenken
  - 2010: Schlafende Hunde
  - 2011: Der illegale Tod
  - 2012: Hochzeitsnacht
  - 2013: Puppenspieler
  - 2014: Brüder
  - 2015: Wer Wind erntet, sät Sturm
  - 2016:  Der hundertste Affe
  - 2019: Wo ist nur mein Schatz geblieben?
- 2010: Aber jetzt erst recht
- 2010: Nils Holgerssons wunderbare Reise
- 2010: Wie ein Licht in der Nacht
- 2012: Zum Kuckuck mit der Liebe
- 2013: Stiller Abschied
- 2014: Alles muss raus – Eine Familie rechnet ab (Fernsehzweiteiler)
- ab 2014: Nord bei Nordwest (Fernsehreihe)
  - 2014: Käpt’n Hook
  - 2015: Der wilde Sven
  - 2017: Estonia
  - 2017: Der Transport
  - 2018: Sandy
  - 2018: Waidmannsheil
  - 2019: Gold!
  - 2019: Frau Irmler
  - 2020:  Dinge des Lebens
  - 2020: Ein Killer und ein Halber
  - 2020: In eigener Sache
  - 2020: Der Anschlag
  - 2021: Conny & Maik
  - 2021: Im Namen des Vaters
  - 2021: Ho Ho Ho!
  - 2022: Der Andy von nebenan
  - 2022: Der Ring
  - 2022: Wilde Hunde
  - 2022: Auf der Flucht
  - 2022: Canasta
  - 2023: Natalja
  - 2024: Kobold Nr. Vier
  - 2024: Der doppelte Lothar
  - 2024: Die letzte Fähre
  - 2025: Fette Ente mit Pilzen
- 2015: Herbe Mischung
- 2015–2022: Wilsberg (Fernsehreihe)
  - 2015:  Bauch, Beine, Po
  - 2017:  Die fünfte Gewalt
  - 2018: Morderney
  - 2020:  Bielefeld 23
  - 2020: Wellenbrecher
  - 2021: Überwachen und belohnen
  - 2022: Gene lügen nicht
- 2016: Die letzte Reise
- 2016–2019: Die Eifelpraxis (Fernsehreihe)
  - 2016: Erste Hilfe aus Berlin
  - 2017: Eine Dosis Leben
  - 2017: Väter und Söhne
  - 2017: Eine Frage des Muts
  - 2017: Gebrochene Herzen
  - 2018: Rachegelüste
  - 2018: Aufbruch
  - 2019: Herzenssachen
  - 2019: Körper und Geist
- 2018: Schattengrund – Ein Harz-Thriller
- 2018: Liebe auf Persisch
- 2019: Toni, männlich, Hebamme (Fernsehreihe)
  - Allein unter Frauen
  - Daddy Blues
- seit 2022: Friesland
  - 2022:  Fundsachen
  - 2025:  Abdrift